# Grzegorz Ciechowski
Grzegorz Zbigniew Ciechowski (* 29. August 1957 in Tczew; † 22. Dezember 2001 in Warschau) war ein polnischer Rockmusiker und Filmkomponist.
Ciechowski war Begründer und Frontmann der Band Republika, die ihre Ursprünge im Studentenklub Od nowa in Toruń hatte und dann im Jahre 1980 in Warschau erstmals öffentlich auftrat und bis 1985 eine der populärsten polnischen Gruppen war. Die Band beeindruckte nicht nur durch ihre an westliche Vorbilder angelehnte Leichtigkeit der Musik, sondern auch durch ihre poetischen und tiefgründigen Texte. In jener Zeit entstanden drei Langspielplatten (Nowe Sytuacje, 1984 und Nieustanne Tango). Mitte der 1980er Jahre nahm Ciechowski eine musikalische Auszeit von der Band und gründete eine neue Gruppe mit dem Namen Obywatel G.C. (Bürger G. C.), die mit der Platte Obywatel G.C. (1986), besonders aber mit dem legendären Album Tak! Tak! von 1988 auch großen kommerziellen Erfolg hatte. Im freien Polen gab es 1991 ein Revival von Republika, im Laufe der 1990er Jahre versuchte sich Ciechowski aber noch mit einer Reihe weiterer Projekte, darunter mit der Ethnopop-Combo Grzegorz z Ciechowa. Parallel dazu komponierte er für andere Künstler, u. a. für Kasia Kowalska, Justyna Steczkowska und Katarzyna Groniec und produzierte die deutsche Sängerin Mona Mur. Er schrieb die Filmmusik für Stan Strachu von Janusz Kijowski sowie für die deutsche Fernsehserie Schloß Pompon Rouge. Für die Musik zu Marek Brodzkis Abenteuerfilm Wiedźmin (2000) erhielt er 2002 postum den Polnischen Filmpreis.
Am 22. Dezember 2001 starb Ciechowski während einer komplizierten Herzoperation. Er hinterließ eine Frau und vier Kinder.